# 2-Methyl-3-pentanon
2-Methyl-3-pentanon (auch Ethylisopropylketon genannt) ist eine organische chemische Verbindung aus der Gruppe der Ketone. Es ist ein Isomer zu 2-Hexanon und 3-Hexanon. 

## Vorkommen

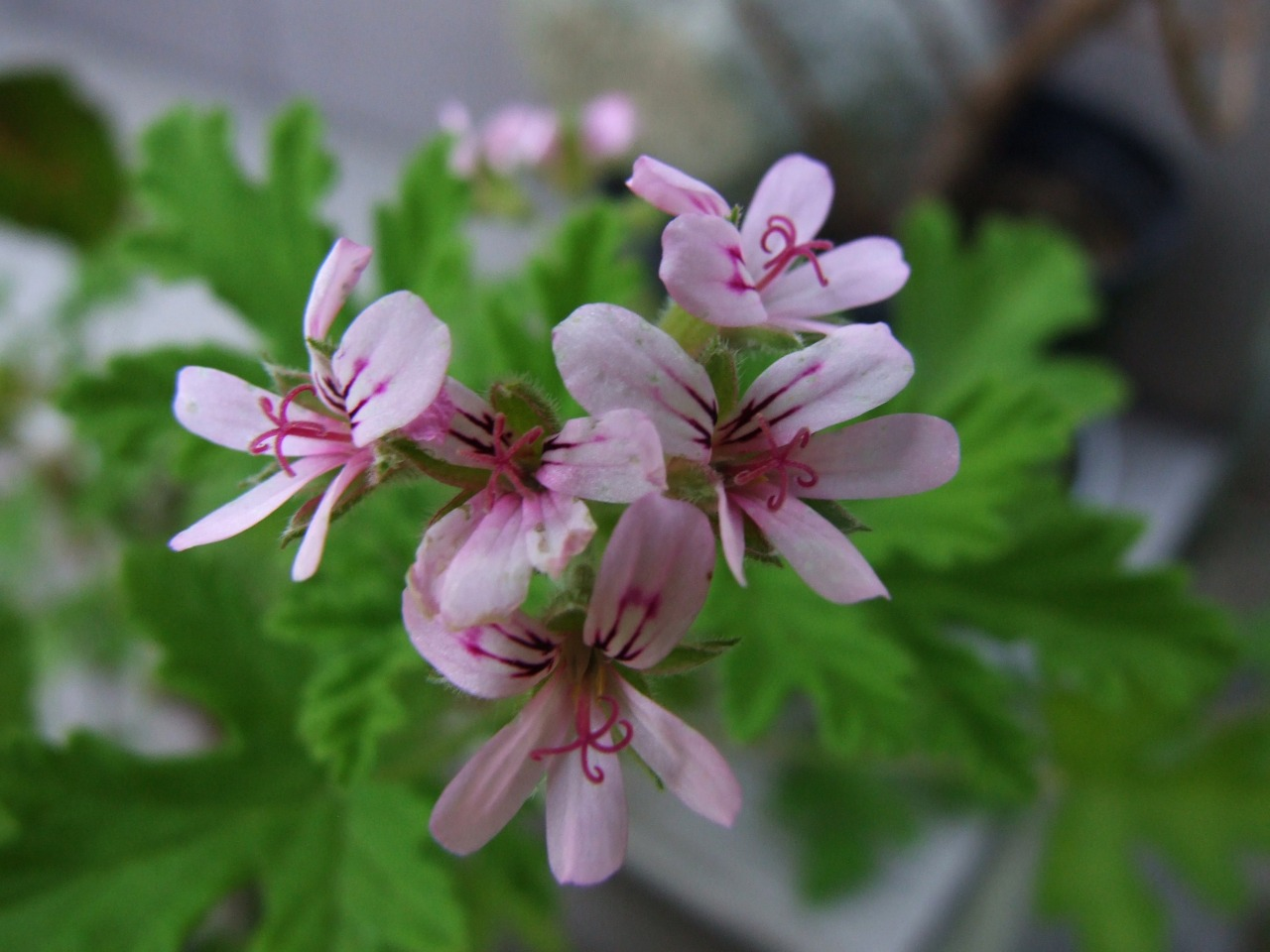
Pelargonium graveolens enthält natürlicherweise 2-Methyl-3-pentanon

Natürlich kommt 2-Methyl-3-pentanon in Pelargonium graveolens und Mais vor.

## Darstellung
2-Methyl-3-pentanon kann durch Oxidation von 2-Methyl-3-pentanol oder durch Methylierung von 3-Pentanon dargestellt werden.

## Verwendung
Perfluoriertes 2-Methyl-3-pentanon wird unter dem Handelsnamen Novec 1230 als Löschmittel eingesetzt.